# Ginástica de trampolim nos Jogos Pan-Americanos de 2023 - Individual masculino
O evento individual masculino da ginástica de trampolim nos Jogos Pan-Americanos de 2023 foi disputado em 3 e 4 de novembro de 2023 no Centro de Esportes Coletivos, localizado no cluster do Estádio Nacional. Um total de 13 ginastas de sete Comitês Olímpicos Nacionais (CON) participaram da competição.

## Calendário
Horário local (UTC−3).
| Data          | Hora  | Fase         |
| ------------- | ----- | ------------ |
| 3 de novembro | 17:00 | Qualificação |
| 4 de novembro | 17:30 | Final        |

## Medalhistas
| Ouro   | COL Ángel Hernández  |
| Prata  | BRA Rayan Dutra      |
| Bronze | ARG Santiago Ferrari |

## Resultados

### Qualificação
Os oito melhores ginastas na qualificatória se classificam para a final.
| Pos. | Ginasta              | Nota E | Nota T | Nota D | Nota H | Pen. | Total  | Notas |
| ---- | -------------------- | ------ | ------ | ------ | ------ | ---- | ------ | ----- |
| 1    | COL Ángel Hernández  | 15.700 | 17.100 | 17.10  | 9.20   |      | 59.100 | Q     |
| 2    | USA Aliaksei Shostak | 15.800 | 17.170 | 16.50  | 8.90   |      | 58.370 | Q     |
| 3    | USA Ruben Padilla    | 15.300 | 15.940 | 17.40  | 9.40   |      | 58.040 | Q     |
| 4    | BRA Rayan Dutra      | 15.400 | 16.310 | 17.30  | 8.60   |      | 57.610 | Q     |
| 5    | CAN Keegan Soehn     | 15.400 | 16.480 | 16.50  | 9.00   |      | 57.380 | Q     |
| 6    | MEX Donovan Guevara  | 15.300 | 16.880 | 15.40  | 9.50   |      | 57.080 | Q     |
| 7    | MEX José Marín       | 15.100 | 15.220 | 16.10  | 9.60   |      | 56.020 | Q     |
| 8    | ARG Santiago Ferrari | 14.000 | 15.620 | 16.90  | 9.20   |      | 55.720 | Q     |
| 9    | BRA Lucas Tobias     | 13.200 | 15.420 | 15.80  | 9.50   |      | 53.920 | R1    |
| 10   | ARG Tomás Roberti    | 15.300 | 16.520 | 12.50  | 9.00   |      | 53.320 | R2    |
| 11   | COL Álvaro Calero    | 13.600 | 15.940 | 13.80  | 8.50   |      | 51.840 | R3    |
| 12   | DOM Junior Mateo     | 7.600  | 9.230  | 8.40   | 5.50   |      | 30.730 |       |
| 13   | CAN Rémi Aubin       | 7.300  | 8.840  | 7.40   | 4.50   |      | 28.040 |       |

### Final
Na final os competidores realizaram um único exercício, com os de melhor pontuação definindo os medalhistas.
| Pos.              | Ginasta              | Nota E | Nota T | Nota D | Nota H | Pen. | Total  |
| ----------------- | -------------------- | ------ | ------ | ------ | ------ | ---- | ------ |
| Medalha de ouro   | COL Ángel Hernández  | 15.700 | 16.830 | 17.10  | 9.30   |      | 58.930 |
| Medalha de prata  | BRA Rayan Dutra      | 15.600 | 16.520 | 17.30  | 9.30   |      | 58.720 |
| Medalha de bronze | ARG Santiago Ferrari | 13.900 | 15.930 | 17.10  | 9.20   |      | 56.130 |
| 4                 | MEX Donovan Guevara  | 14.300 | 17.050 | 15.40  | 8.90   |      | 55.650 |
| 5                 | MEX José Marín       | 13.400 | 13.740 | 14.30  | 7.80   |      | 49.240 |
| 6                 | USA Ruben Padilla    | 7.600  | 8.110  | 9.40   | 4.50   |      | 29.610 |
| 7                 | USA Aliaksei Shostak | 3.200  | 3.540  | 3.60   | 1.80   |      | 12.140 |
| 8                 | CAN Keegan Soehn     | 3.100  | 3.520  | 3.60   | 1.90   |      | 12.120 |